# Логинов, Виктор Александрович
Ви́ктор Алекса́ндрович Ло́гинов (род. 13 февраля 1975, Кемерово, Кемеровская область, РСФСР, СССР) — российский актёр, телеведущий, диджей. Известен по роли Гены Букина в телесериале «Счастливы вместе».

## Биография
Виктор Логинов родился 13 февраля 1975 года в Кемерово. Его увлечение театром началось со школы, когда оказался в театрально-литературном классе. Учился в ЛГИТМиКе (мастерская И. П. Владимирова), в Кемеровском политехе, в Кемеровской государственной академии культуры. С 1992-го по 1994 год и с 1999-го по 2001 год — актёр Кемеровского муниципального театра «На Весенней».
Для содержания семьи работал машинистом подземных установок на шахте «Берёзовская», шахтёром, спасателем, экскурсоводом в Горной Шории. Позже работал диджеем на радио, арт-директором ночного клуба, телеведущим на «РТР-Урал».
В Екатеринбурге был одним из ведущих актёров в Екатеринбургском академическом театре драмы и Камерном театре Музея писателей Урала. В 2004 году окончил Екатеринбургский государственный театральный институт по специальности «актёр театра и кино» (мастерская народного артиста РФ В. И. Марченко).
В 2006 году уехал в Москву для съёмок в телесериале «Счастливы вместе». Специально для роли Гены Букина полностью сменил имидж:

Я носил волосы в хвосте, испанскую бородку, серьгу в ухе. И вёл образ жизни почти настоящего мачо. И вот съёмочная группа сериала приехала в Екатеринбург на актёрский кастинг. Мою кандидатуру никто не предложил: я со своей серьгой в ухе совершенно не подходил на роль главного героя. Гена Букин работает в обувном магазине, у него двое детей, а тут этот, с хвостом, бородкой, наверняка с другими взглядами на жизнь.
В Екатеринбурге на улице Вайнера установили памятник герою Виктора Логинова Геннадию Букину. Скульптор Виктор Мосиелев вылепил 2,2-метровую (435 кг) статую с туфлей в руке.
С 2006 года также работает на телевидении ведущим различных развлекательных программ.
В 2008 году участвовал в проекте телеканала «Россия-1» «Звёздный лёд».
В 2015 году участвовал в проекте «Хто зверху?» на украинском телеканале «Новий канал».
В 2018 году на основе знаний, накопленных во время работы ведущим в программе «Планета кошек», написал одноимённую книгу, выпущенную издательством «АСТ».

## Семья
Был женат четыре раза.
Первая жена — Наталья Логинова (с 1994 года). Пасынок Максим. Живёт и работает в Приморском крае. Дочь Анна (род. 1994).
Вторая жена — Снежана Морозова. Сын Дмитрий (род. 2002).
Третья жена — Ольга Логинова (с 2011 по 2019 год). Сыновья Александр (род. 2006), Иван (род. 2011).
Четвёртая жена — Мария Гуськова (с 2020 года), свадьба прошла в Санкт-Петербурге. В 2021 году супруги заявили, что они разводятся, но вскоре помирились.

## Творчество

### Роли в театре
- «Квадратура круга» Валентина Катаева — Вася
- «Двенадцатая ночь» Уильяма Шекспира — герцог Орсино
- «Романтики» Эдмона Ростана — Паскино
- «Старший сын» Александра Вампилова — Сильва
- «Дублёры» — актёр / пожарный
- «Рецепт семейного счастья» Антона Чехова
- «Мизери» Стивена Кинга — Пол Шелдон
- «Мастер и Маргарита» Валерия Беляковича — Воланд

#### Камерный театр
- 1998 — «Каменный цветок» Павла Бажова, режиссёр Вячеслав Анисимов — Данила-мастер
- 2000 — «Принц и нищий» Марка Твена, режиссёр Вячеслав Анисимов — Майлс Гендон
- 2002 — «Алые паруса» М. Порошиной и А. Каспировича по повести Александра Грина, режиссёр Вячеслав Анисимов — текст от автора
- 2002 — «Золотопромышленники» Дмитрия Мамина-Сибиряка, режиссёр Владимир Рубанов — Ефрем Чепраков

### Фильмография
| Год       |   | Название                  | Роль                                                |
| --------- | - | ------------------------- | --------------------------------------------------- |
| 1997      | ф | Сделай мне больно         | Имя персонажа не указано                            |
| 2004      | ф | Егерь                     | любовник                                            |
| 2006      | с | Золотая тёща              | Фёдор Кузьмич                                       |
| 2006—2013 | с | Счастливы вместе          | Гена Букин                                          |
| 2007      | с | Прапорщик, или «Ё-моё»    | Вовчик                                              |
| 2008      | с | Моя любимая ведьма        | Бабаев (46 серия «Раздвоение личности»)             |
| 2009      | с | Последний секрет Мастера  | Фёдор Караваев                                      |
| 2009      | с | Клуб                      | Гриша «Лузер» после пластической операции (8 сезон) |
| 2009      | с | Универ                    | Гена Букин, самозваный брат Сильвестра Сергеева     |
| 2009      | с | Литейный-3                | эпизод (15 серия «Оборотень»)                       |
| 2010      | с | Масквичи                  | разные персонажи                                    |
| 2010      | с | Богини правосудия         | Александр Дмитриевич Воронов, подполковник милиции  |
| 2012      | с | Детка                     | Владимир, актёр в лесу                              |
| 2012      | с | Убить Дрозда              | Юрий Иванов, автор книги «Золото Колчака»           |
| 2013      | ф | Любовь на четырёх колёсах | Миша                                                |
| 2014      | с | Дружба народов            | Александр Огурцов                                   |
| 2014      | с | Чао, Федерико!            | Игорь                                               |
| 2015      | с | Влюблённые женщины        | Виктор                                              |
| 2017      | с | Наследники                | Дроздов                                             |
| 2018      | с | Остров 2                  | камео                                               |
| 2018      | с | Девочки не сдаются        | Георгий, владелец ресторана                         |
| 2019      | с | Чернов                    | майор полиции Сергей Сергеевич Чернов               |
| 2019      | ф | Подкидыш                  | телеоператор Лёня                                   |
| 2021      | с | Некрасивая                | Вова                                                |
| 2022      | с | Почка                     | протоиерей                                          |
| 2022      | с | И снова здравствуйте!     | начальник Лёши                                      |
| 2022      | с | Мне плевать, кто вы       | Сантехник                                           |
| 2023      | с | Моя мама — шпион          | психиатр                                            |
| 2023      | ф | Юра дворник               | телеведущий                                         |
| 2023      | с | Заполярная звезда         | Виктор Добрынин/Костик Воробьёв                     |
| 2023      | с | Букины                    | Гена Букин                                          |
| 2024      | с | Морозко                   | Юрий, папа Риты                                     |

### Дубляж
| Год  |    | Название                  | Роль     |
| ---- | -- | ------------------------- | -------- |
| 2009 | мф | Монстры против пришельцев | Б. О. Б. |
| 2009 | мф | Б.О.Б. уходит в отрыв     | Б. О. Б. |

### Озвучивание мультфильмов
| Год  |    | Название     | Роль        |
| ---- | -- | ------------ | ----------- |
| 2014 | мф | Попугай Club | лось Виктор |

### Телеведущий
- «Чемпионат анекдотов» (ДТВ) (2006—2007)
- «Интуиция» / «Супер-Интуиция» (ТНТ) (2007—2013)
- «Ешь и худей» (ТНТ) (2011[30]—2012)
- «Хочу дом за рубежом!» (TLC) (2011—2013[31])
- «Любовь по звёздам»[32] (ТВ-3) (2012—2013)
- «Доктор И…» (ТВ Центр) (2013[33]—2014)
- «Машина» (Перец) (2014—2015)[34]
- «Планета кошек»[35] (Живая планета) (2015)
- «Без проблем» (Москва Доверие) (2015—2016)
- «Кулинарный поединок» (НТВ) (2016)[36]
- «Ваше телевидение» (Москва Доверие) (2016)
- «Пятеро на одного» (Россия-1)[37] (2017—2018)
- «Угадай мою пару» (Ю) (2018)
- «Самое яркое» (360°) (2019)
- «Назад в будущее» (Мир) (2020—2022)
- «Большой кэш» (Че) (с 2022)

### Съёмки в клипах
- 2011 — Чай вдвоём — «Господин Президент»[38]
- 2019 — Джарахов, Тилэкс, Big Russian Boss, Young P&H, DK, Моргенштерн, Хлеб — «Гена Букин»[39]

### Памятник Букину
В 2011 году в Екатеринбурге рядом с торговым центром «Гринвич» (в котором по сюжету работает продавцом обуви главный герой ситкома «Счастливы вместе» — Гена Букин) телеканал ТНТ открыл двухметровый бронзовый памятник Гене Букину. На открытии присутствовал актёр Виктор Логинов, который исполняет роль этого персонажа.